# Scopula nigricans
Scopula nigricans är en fjärilsart som beskrevs av Thierry-mieg 1916. Scopula nigricans ingår i släktet Scopula och familjen mätare. Inga underarter finns listade.